# Saffransvävare
Saffransvävare (Ploceus xanthops) är en fågel i familjen vävare inom ordningen tättingar.

## Utseende och läte
Saffransvävare är en stor vävare med ljusa ögon och en kraftig svart näbb. Hanen har guldgult på huvud och undersida, medan ovansida och stjärt är gröngul. På strupen och övre delen av bröstet syns en orangefärgad anstrykning. Honan liknar hanen, men är bara guldgul på pannan, med blekare gul undersida och ofta avsaknad av orange på strupen. Ungfågeln har mörka ögon, ljusbrun näbb med mörkare näbbrot, matt olivgrön ovansida, mörkbruna vingar med grönbeige kanter, gulaktig strupe och beigefärgad undersida. Lätena är vävartypiska "chek" och sången fräsande likt radiostörningar, dock relativt mörk jämfört med andra arter. 

## Utbredning och systematik
Fågeln förekommer från Gabon till Angola, Uganda, Kenya, Botswana och Moçambique. Den behandlas som monotypisk, det vill säga att den inte delas in i några underarter.

## Levnadssätt
Saffransvävaren hittas i savann, öppet skogslandskap, buskmarker och jordbruksbygd. Den häckar vanligen nära vatten.

## Status
Arten har ett stort utbredningsområde och beståndet anses vara stabilt. Internationella naturvårdsunionen IUCN listar den därför som livskraftig (LC).